# NGC 5687
NGC 5687 é uma galáxia elíptica (E-S0) localizada na direcção da constelação de Boötes. Possui uma declinação de +54° 28' 36" e uma ascensão recta de 14 horas, 34 minutos e 52,2 segundos.
A galáxia NGC 5687 foi descoberta em 24 de Abril de 1789 por William Herschel.